# Benoît Guyot
Pour les articles homonymes, voir Guyot.

a Compétitions nationales et continentales officielles uniquement.

b Matchs officiels uniquement.
Dernière mise à jour le 5 juillet 2016.
Benoît Guyot, né le 18 janvier 1989, est un joueur français de rugby à XV qui joue au poste de troisième ligne aile. De 2009 à 2014, il joue avec le club du Biarritz olympique. 
Avec le Biarritz olympique, il remporte le Challenge européen en 2012. En 2014, à l'occasion de la montée en Top 14 du Stade rochelais, Benoit Guyot rejoint le club atlantique puis met un terme à sa carrière professionnelle en 2016. Il évolue aujourd'hui au sein de Privateaser en tant que chef de produit.

## Biographie
Durant la saison 2011-2012, le Biarritz olympique atteint la finale du Challenge européen. Pour cette rencontre face au RC Toulon, il est titulaire en troisième ligne aux côtés de Wenceslas Lauret et Imanol Harinordoquy et le BO l'emporte 21-18,.
En juin 2015, il est sélectionné dans l'équipe des Barbarians français pour participer à la tournée en Argentine et affronter les Pumas,.
En 2016, au terme de son contrat de deux ans avec le Stade rochelais avec lequel il dispute vingt matchs sur ces deux saisons, il met fin à sa carrière professionnelle. Il revient alors en région parisienne pour terminer son doctorat de gestion, commencé en 2012, qui porte sur l’intégration de la technologie dans la prise de décision dans le sport, et plus précisément en rugby. Il continue aussi à jouer au rugby à XV avec le Rugby club suresnois en Fédérale 2.
En novembre 2016, il est membre de la liste menée par Alain Doucet, secrétaire général de la FFR sortant, pour intégrer le comité directeur de la Fédération française de rugby. Lors de l'élection du nouveau comité directeur, le 3 décembre 2016, la liste menée par Bernard Laporte obtient 52,6% des voix, soit 29 sièges, contre 35,28% des voix pour Pierre Camou (6 sièges) et 12,16% pour Alain Doucet (2 sièges). Benoît Guyot n'est pas élu au sein du comité directeur.

## Palmarès
- Biarritz olympique
  - Vainqueur du Challenge européen en 2012